# 967
Cette page concerne l'année 967  du calendrier julien. Pour l'année 967 av. J.-C., voir 967 av. J.-C.
L'année 967 est une année commune qui commence un mardi.

## Événements

### Afrique
- Paix signée à Mahdia entre Nicéphore II Phocas et le calife fatimide Al-Muizz[1].
- Les Nubiens de Dongola attaquent l’Égypte et occupent un territoire s’étendant de Dongola à Akhmîm. Deux ans plus tard ils sont contraints d’accepter la tutelle égyptienne[2].

### Asie
- 8 février[1] : l'hamdanide Sa`d ad-Dawla Charîf Ier devient émir d'Alep (fin en 991)[3].
- 17 février : début du règne en Inde de Khottiga, roi Rastrakuta de Malkhed (fin en 972)[4].
- Avril[5] : Bakhtiyar, de la dynastie bouyide, devient émir d'Irak (fin en 977).

### Europe
- 11 janvier : l'empereur Otton Ier nomme Pandulf Tête de Fer marquis de Spolète et de Camerino[6].
  - Otton Ier donne des terres et des châteaux au monastère des Saints Benoît et Scholastique lui permettant de devenir un État autonome jusqu'en 1753[7].
- Février : Otton tient sa cour à Bénévent et y reçoit l’hommage du prince de Salerne[1].
- 31 mars : l'empereur Otton et le pape Jean XIII ouvrent un concile à Ravenne pour Pâques. L'élévation de Magdebourg en archevêché métropolite est confirmée et la ville et le territoire de Ravenne sont restitués au Saint-Siège[8].
- 9 mai : une violente émeute éclate à Constantinople le jour de l'Ascension au passage de l'empereur Nicéphore. Les révoltés sont cruellement châtiés et l'empereur, craignant pour ses jours, s'enferme au palais de Boucoléon[1].
- 15 juillet[9] : début du règne de Boleslav II, duc de Bohême (fin en 999).
- Été : Nicéphore Phocas rompt avec Pierre Ier de Bulgarie. Il refuse de payer le tribut et prend les forteresses du Rhodope. Il envoie en mission diplomatique le patrice Kalocyr auprès de Sviatoslav Ier. Byzance achète l’alliance de Kiev contre les Bulgares[1].
- Août : Sviatoslav passe le Danube et s'empare de Preslav, la capitale bulgare. Début de la guerre bulgaro-russe (967-971)[1].
- 22 septembre : le comte Wichmann II, révolté contre l'empereur Otton Ier, est battu et tué sur la rive gauche de la Warta par les troupes de Mieszko Ier de Pologne[9], qui s’empare de Szczecin et de la Poméranie occidentale.
- 25 décembre : Otton II est couronné empereur associé du Saint-Empire romain germanique à Rome par le pape Jean XIII[1].

- Début du règne de Culen, roi d'Écosse, après l'assassinat de Dubh Ier (fin en 971)[10].
- Les Russes contrôlent la voie commerciale de la Volga à la Caspienne. Ils soumettent les Ossètes du Don et les Tcherkesses du Kouban[11].